# A Pécsi Mecsek FC 2004–2005-ös szezonja
A Pécsi Mecsek FC 2004–2005-ös szezonja szócikk a Pécsi Mecsek FC első számú férfi labdarúgócsapatának egy szezonjáról szól, mely összességében a 44. idénye a csapatnak a magyar első osztályban. A klub fennállásának ekkor volt az 54. évfordulója.

## Mérkőzések
| Színmagyarázat | Színmagyarázat |
| -------------- | -------------- |
|                | Győzelem.      |
|                | Döntetlen.     |
|                | Vereség.       |

### Arany Ászok Liga 2004–05

#### Őszi fordulók
| 1. forduló 2004. augusztus 7. 20:00 |

| Zalaegerszegi TE        | 1 – 0   | Pécsi MFC                                          |
| ----------------------- | ------- | -------------------------------------------------- |
| Waltner 74' 41' Kaj 21' | (0 – 0) | Szekeres 29' Pavičević 53' Montvai 55' Károlyi 76' |

| ZTE Aréna, Zalaegerszeg Nézőszám: 5 000 Játékvezető: Szabó Zsolt (magyar) |

| 2. forduló 2004. augusztus 15. 20:00 |

| Pécsi MFC                         | 3 – 1   | Budapest Honvéd                                  |
| --------------------------------- | ------- | ------------------------------------------------ |
| Montvai 75' Pest 80' Szabados 89' | (0 – 1) | Herczeg 34' Vén 26' Csobánki 30' Budovinszky 82′ |

| PMFC Stadion, Pécs Nézőszám: 3 000 Játékvezető: Arany Tamás (magyar) |

| 3. forduló 2004. augusztus 21. 20:00 |

| Győri ETO                         | 2 – 0   | Pécsi MFC                               |
| --------------------------------- | ------- | --------------------------------------- |
| Nyicsenko 4' Tóth 22' Pusztai 61' | (2 – 0) | Lantos 20' Szekeres 21' Baumgartner 41' |

| ETO Park, Győr Nézőszám: 2 000 Játékvezető: Bede Ferenc (magyar) |

| 4. forduló 2004. augusztus 28. 20:00 |

| Pécsi MFC                      | 2 – 1   | Diósgyőr                           |
| ------------------------------ | ------- | ---------------------------------- |
| Horváth 43' 89' 2' Kóczián 71' | (1 – 0) | Vitelki 90+1' Máté 40' Hornyák 42' |

| PMFC Stadion, Pécs Nézőszám: 3 000 Játékvezető: Erdős József (magyar) |

| 5. forduló 2004. szeptember 11. 18:00 |

| Videoton                                                    | 1 – 0   | Pécsi MFC              |
| ----------------------------------------------------------- | ------- | ---------------------- |
| Alumona 80' Magasföldi 27' Szalai 69' Kriston 81′ Tudor 86' | (0 – 0) | Dienes 18' Kulcsár 71' |

| Sóstói Stadion, Székesfehérvár Nézőszám: 500 Játékvezető: Juhos Attila (magyar) |

| 6. forduló 2004. szeptember 18. 18:00 |

| Pécsi MFC                                        | 1 – 0   | MTK Budapest |
| ------------------------------------------------ | ------- | ------------ |
| Pollák 12' (öngól) Kóczián 2' Berdó 55' Pest 65' | (1 – 0) | Juhász 66'   |

| PMFC Stadion, Pécs Nézőszám: 2 500 Játékvezető: Szarka Zoltán (magyar) |

| 7. forduló 2004. szeptember 25. 16:00 |

| Kaposvári Rákóczi                       | 2 – 1   | Pécsi MFC                                     |
| --------------------------------------- | ------- | --------------------------------------------- |
| Jovánczai 54' 17' Máté 74' Farkas 90+2' | (0 – 0) | Montvai 80' Kulcsár 5' Bajusz 10' Szögedi 55' |

| Rákóczi Stadion, Kaposvár Nézőszám: 3 500 Játékvezető: Sóthy András (magyar) |

| 8. forduló 2004. október 2. 18:00 |

| Pécsi MFC                         | 1 – 1   | Nyíregyháza Spartacus             |
| --------------------------------- | ------- | --------------------------------- |
| Pest 49' Kulcsár 53' Szabados 81' | (0 – 0) | Nikolić 65' Laskai 10' Szatke 45' |

| PMFC Stadion, Pécs Nézőszám: 2 000 Játékvezető: Vad II. István (magyar) |

| 9. forduló 2004. október 16. 17:00 |

| Vasas                                       | 3 – 0   | Pécsi MFC                     |
| ------------------------------------------- | ------- | ----------------------------- |
| Ferenczi 26' 34' Gaál 90+2' Tóth A. 6′, 43′ | (2 – 0) | Szabados 31′ Sztipánovics 41' |

| Illovszky Rudolf Stadion, Budapest Nézőszám: 1 200 Játékvezető: Fábián Mihály (magyar) |

| 10. forduló 2004. október 23. 17:00 |

| Pécsi MFC                                               | 2 – 3   | FC Sopron                                                       |
| ------------------------------------------------------- | ------- | --------------------------------------------------------------- |
| Kóczián 86' Pest 90+2' Dienes 48' Sipos 49' Horváth 82' | (0 – 2) | Bárányos 10' 42' Debnár 53' 39' Horváth 44' Tóth 44' Pintér 88' |

| PMFC Stadion, Pécs Nézőszám: 1 000 Játékvezető: Sápi Csaba (magyar) |

| 11. forduló 2004. október 30. 17:00 |

| Újpest       | 1 – 1   | Pécsi MFC              |
| ------------ | ------- | ---------------------- |
| Bükszegi 63' | (0 – 0) | Pest 68' Pavičević 87' |

| Szusza Ferenc Stadion, Budapest Nézőszám: 3 408 Játékvezető: Hanacsek Attila (magyar) |

| 12. forduló 2004. november 6. 16:00 |

| Pécsi MFC                          | 2 – 1   | Lombard Pápa             |
| ---------------------------------- | ------- | ------------------------ |
| Montvai 26' (11-esből) Horváth 54' | (1 – 1) | Germán 39' Farkas A. 65' |

| PMFC Stadion, Pécs Nézőszám: 1 500 Játékvezető: Erdős József (magyar) |

| 13. forduló 2004. november 10. 18:00 |

| Ferencváros                         | 1 – 1   | Pécsi MFC                               |
| ----------------------------------- | ------- | --------------------------------------- |
| Gyepes 5' 36' Vágner 48' Huszti 87' | (1 – 0) | Baumgartner 85' Szögedi 35' Kulcsár 81' |

| Üllői út, Budapest Nézőszám: 5 000 Játékvezető: Fábián Mihály (magyar) |

| 14. forduló 2004. november 20. 16:00 |

| Pécsi MFC                                                  | 1 – 1   | Debreceni VSC           |
| ---------------------------------------------------------- | ------- | ----------------------- |
| Montvai 18' (11-esből) Kóczián 53' Pavičević 71′ Sipos 88' | (1 – 1) | Kerekes 31' Komlósi 82' |

| PMFC Stadion, Pécs Nézőszám: 1 800 Játékvezető: Szarka Zoltán (magyar) |

| 15. forduló 2004. november 27. 16:00 |

| Előre FC Békéscsaba                               | 2 – 1   | Pécsi MFC                                        |
| ------------------------------------------------- | ------- | ------------------------------------------------ |
| Miculescu 19' (11-esből) 51' Bozović 30' Ursz 52' | (2 – 1) | Kulcsár 32' 90' Németh 19' Sipos 75' Kóczián 88' |

| Kórház utcai stadion, Békéscsaba Nézőszám: 1 500 Játékvezető: Bede Ferenc (magyar) |

#### Tavaszi fordulók
| 16. forduló 2005. március 12. 18:00 |

| Pécsi MFC       | 1 – 0   | Zalaegerszegi TE |
| --------------- | ------- | ---------------- |
| Montvai 63' 64' | (0 – 0) | Kocsárdi 80'     |

| PMFC Stadion, Pécs Nézőszám: 1 500 Játékvezető: Arany Tamás (magyar) |

| 17. forduló 2005. március 16. 18:00 |

| Budapest Honvéd          | 2 – 1   | Pécsi MFC                      |
| ------------------------ | ------- | ------------------------------ |
| Szili 8' 71' Herczeg 29' | (2 – 0) | Sztipánovics 90+1' Kóczián 80' |

| Bozsik József Stadion, Budapest Nézőszám: 2 500 Játékvezető: Hanacsek Attila (magyar) |

| 18. forduló 2005. március 19. 18:00 |

| Pécsi MFC                                                 | 1 – 1   | Győri ETO                |
| --------------------------------------------------------- | ------- | ------------------------ |
| Schindler 84' Horváth 10' Kulcsár 21' Bajusz 52' Pest 69' | (0 – 0) | Jäkl 50' 85' Regedei 54' |

| PMFC Stadion, Pécs Nézőszám: 1 500 Játékvezető: Világi Balázs (magyar) |

| 19. forduló 2005. április 2. 19:00 |

| Diósgyőr            | 1 – 0   | Pécsi MFC                |
| ------------------- | ------- | ------------------------ |
| Máté 50' Müller 90′ | (0 – 0) | Schindler 17' Lantos 62' |

| DVTK-stadion, Miskolc Nézőszám: 5 000 Játékvezető: Vad II. István (magyar) |

| 20. forduló 2005. április 9. 19:00 |

| Pécsi MFC   | 0 – 2   | FC Fehérvár                   |
| ----------- | ------- | ----------------------------- |
| Horváth 68' | (0 – 1) | Tereánszki-Tóth 40' Kerek 81' |

| PMFC Stadion, Pécs Nézőszám: 1 200 Játékvezető: Erdős József (magyar) |

| 21. forduló 2005. április 13. 18:00 |

| MTK Budapest           | 1 – 1   | Pécsi MFC        |
| ---------------------- | ------- | ---------------- |
| Hrepka 90+3' Zabos 68' | (0 – 1) | Sztipánovics 44' |

| Hidegkuti Nándor Stadion, Budapest Nézőszám: 1 000 Játékvezető: Szabó Zsolt (magyar) |

| 22. forduló 2005. április 16. 19:00 |

| Pécsi MFC                                     | 0 – 0   | Kaposvári Rákóczi |
| --------------------------------------------- | ------- | ----------------- |
| Pavičević 8' Berdó 62' Szabados 88' Dávid 89' | (0 – 0) | Hegedűs 33'       |

| PMFC Stadion, Pécs Nézőszám: 2 000 Játékvezető: Vad II. István (magyar) |

| 23. forduló 2005. április 23. 17:00 |

| Nyíregyháza Spartacus                                           | 1 – 0   | Pécsi MFC  |
| --------------------------------------------------------------- | ------- | ---------- |
| Nikolić 50' (11-esből) Celso 57' Sipos 68' Szatke 71' Vasas 86' | (0 – 0) | Dienes 49' |

| Nyíregyháza Városi Stadion, Nyíregyháza Nézőszám: 3 000 Játékvezető: Hanacsek Attila (magyar) |

| 24. forduló 2005. április 27. 18:00 |

| Pécsi MFC         | 1 – 0   | Vasas                 |
| ----------------- | ------- | --------------------- |
| Pavičević 62' 20' | (0 – 0) | Tóth A. 40' Gyánó 70' |

| PMFC Stadion, Pécs Nézőszám: 3 500 Játékvezető: Sápi Csaba (magyar) |

| 25. forduló 2005. április 30. 19:00 |

| FC Sopron                        | 2 – 2   | Pécsi MFC                                       |
| -------------------------------- | ------- | ----------------------------------------------- |
| Bárányos 2' Csordás 6' Szabó 85' | (2 – 1) | Kóczián 20' Montvai 66' (11-esből) Szabados 90' |

| Káposztás utcai Stadion, Sopron Nézőszám: 3 000 Játékvezető: Sóthy András (magyar) |

| 26. forduló 2005. május 4. 18:00 |

| Pécsi MFC                             | 1 – 0   | Újpest                                  |
| ------------------------------------- | ------- | --------------------------------------- |
| Horváth 33' Kóczián 21' Pavičević 28′ | (1 – 0) | Tóth 35' Böjte 41' Fehér 56' Németh 85' |

| PMFC Stadion, Pécs Nézőszám: 7 000 Játékvezető: Hanacsek Attila (magyar) |

| 27. forduló 2005. május 7. 17:30 |

| Lombard Pápa | 1 – 1   | Pécsi MFC                                         |
| ------------ | ------- | ------------------------------------------------- |
| Medveď 14'   | (1 – 0) | Szabados 90+1' Horváth 34' Kóczián 51' Lantos 83' |

| Perutz Stadion, Pápa Nézőszám: 1 000 Játékvezető: Vad II. István (magyar) |

| 28. forduló 2005. május 15. 11:30 |

| Pécsi MFC                       | 2 – 0   | Ferencváros |
| ------------------------------- | ------- | ----------- |
| Lipcsei 14' (öngól) Horváth 90' | (1 – 0) | Gyepes 59'  |

| PMFC Stadion, Pécs Nézőszám: 7 500 Játékvezető: Arany Tamás (magyar) |

| 29. forduló 2005. május 21. 18:00 |

| Debreceni VSC                             | 3 – 1   | Pécsi MFC                       |
| ----------------------------------------- | ------- | ------------------------------- |
| Bogdanović 14' Sándor 26' Kerekes 60' 61' | (2 – 0) | Horváth 90+2' Pest 62' Erős 73' |

| Oláh Gábor utcai stadion, Debrecen Nézőszám: 7 600 Játékvezető: Fábián Mihály (magyar) |

| 30. forduló 2005. május 26. 18:00 |

| Pécsi MFC                                                   | 5 – 0   | Előre FC Békéscsaba                 |
| ----------------------------------------------------------- | ------- | ----------------------------------- |
| Horváth 46' 77' Kulcsár 81' Szekeres 83' Grujić 90' (öngól) | (0 – 0) | Kocsis 45' Drobnjak 54' Vilotic 60′ |

| PMFC Stadion, Pécs Nézőszám: 3 000 Játékvezető: Világi Balázs (magyar) |

#### A végeredmény
|    | Csapat                      | Játszott | Gy | D  | V  | L  | K  | GK  | Pont |
| -- | --------------------------- | -------- | -- | -- | -- | -- | -- | --- | ---- |
| 1  | Debreceni VSC-AVE Ásványvíz | 30       | 19 | 5  | 6  | 57 | 25 | +32 | 62   |
| 2  | Ferencvárosi TC             | 30       | 17 | 5  | 8  | 56 | 31 | +25 | 56   |
| 3  | MTK Budapest1               | 30       | 16 | 9  | 5  | 47 | 26 | +21 | 56   |
| 4  | Újpest FC                   | 30       | 15 | 10 | 5  | 60 | 34 | +26 | 55   |
| 5  | Győri ETO FC                | 30       | 16 | 6  | 8  | 44 | 32 | +12 | 54   |
| 6  | Zalaegerszegi TE FC         | 30       | 13 | 5  | 12 | 48 | 45 | +3  | 44   |
| 7  | Matáv FC Sopron             | 30       | 11 | 9  | 10 | 44 | 44 | 0   | 42   |
| 8  | FC Fehérvár²                | 30       | 11 | 10 | 9  | 44 | 36 | +8  | 40   |
| 9  | Diósgyőri VTK               | 30       | 11 | 4  | 15 | 39 | 45 | -6  | 37   |
| 10 | Pécsi Mecsek FC             | 30       | 9  | 9  | 12 | 33 | 35 | -2  | 36   |
| 11 | Budapest Honvéd FC          | 30       | 10 | 5  | 15 | 37 | 58 | -21 | 35   |
| 12 | NABI-Kaposvári Rákóczi FC   | 30       | 8  | 10 | 12 | 34 | 47 | -13 | 34   |
| 13 | Vasas SC                    | 30       | 10 | 3  | 17 | 34 | 48 | -14 | 33   |
| 14 | Lombard Pápa Termál FC      | 30       | 8  | 6  | 16 | 40 | 47 | -7  | 30   |
| 15 | Nyíregyháza Spartacus FC    | 30       | 5  | 11 | 14 | 38 | 63 | -25 | 26   |
| 16 | Előre FC Békéscsaba³        | 30       | 4  | 7  | 19 | 26 | 65 | -39 | 4    |

- 1: 1 pont levonva
- 2: 3 pont levonva
- 3: 15 pont levonva

|  | A Bajnokok Ligája selejtezőjének második körébe jut |
|  | Az UEFA-kupa selejtezőjébe jut                      |
|  | UEFA Intertotó Kupa első fordulójába jut            |
|  | Kiesők                                              |

#### Helyezések fordulónként
| Forduló  | 1  | 2  | 3 | 4  | 5 | 6  | 7  | 8 | 9 | 10 | 11 | 12 | 13 | 14 | 15 | 16 | 17 | 18 | 19 | 20 | 21 | 22 | 23 | 24 | 25 | 26 | 27 | 28 | 29 | 30 |
| -------- | -- | -- | - | -- | - | -- | -- | - | - | -- | -- | -- | -- | -- | -- | -- | -- | -- | -- | -- | -- | -- | -- | -- | -- | -- | -- | -- | -- | -- |
| Helyszín | I  | O  | I | O  | I | O  | I  | O | I | O  | I  | O  | I  | O  | I  | O  | I  | O  | I  | O  | I  | O  | I  | O  | I  | O  | I  | O  | I  | O  |
| Eredmény | V  | GY | V | GY | V | GY | V  | D | V | V  | D  | GY | D  | D  | V  | GY | V  | D  | V  | V  | D  | D  | V  | GY | D  | GY | D  | GY | V  | GY |
| Helyezés | 10 | 6  | 9 | 6  | 9 | 7  | 10 | 9 | 9 | 12 | 11 | 10 | 12 | 10 | 12 | 11 | 12 | 12 | 12 | 12 | 14 | 14 | 15 | 14 | 13 | 11 | 12 | 11 | 12 | 10 |

Helyszín: O = Otthon; I = Idegenben. Eredmény: GY = Győzelem; D = Döntetlen; V = Vereség.

#### Eredmények összesítése
Az alábbi táblázatban összesítve szerepelnek a Pécsi Mecsek FC 2004/05-ös bajnokságban elért eredményei.
| Ősz/tavasz (forduló)    | Otthon | Otthon | Otthon | Otthon | Otthon | Otthon | Otthon | Idegenben | Idegenben | Idegenben | Idegenben | Idegenben | Idegenben | Idegenben |
| Ősz/tavasz (forduló)    | M      | GY     | D      | V      | LG–KG  | GK     | P      | M         | GY        | D         | V         | LG–KG     | GK        | P         |
| ----------------------- | ------ | ------ | ------ | ------ | ------ | ------ | ------ | --------- | --------- | --------- | --------- | --------- | --------- | --------- |
| Őszi szezon (1–15.)     | 7      | 4      | 2      | 1      | 12–8   | +4     | 14     | 8         | 0         | 2         | 6         | 4–13      | –9        | 2         |
| Tavaszi szezon (16–30.) | 8      | 5      | 2      | 1      | 11–3   | +8     | 17     | 7         | 0         | 3         | 4         | 6–11      | –5        | 3         |
| Összesen (1–30.)        | 15     | 9      | 4      | 2      | 23–11  | +12    | 31     | 15        | 0         | 5         | 10        | 10–24     | –14       | 5         |

### Magyar kupa
Nyolcaddöntő
| 2004. december 8. |

| Pécsi MFC                 | 1 – 3   | Ferencváros                                              |
| ------------------------- | ------- | -------------------------------------------------------- |
| Sipos 69' 73' Horváth 49' | (0 – 1) | Rósa 19' 49' (11-esből) Penksa 78' Kapič 42' Leandro 71' |

| PMFC Stadion, Pécs Nézőszám: 3 000 Játékvezető: Megyebíró János (magyar) |

## Külső hivatkozások
- A csapat hivatalos honlapja
- A csapat mérkőzései a transfermarkt.de-n (németül)